# جيرس جيرفي
جيرس جيرفي هي بحيرة متوسطة الحجم في فنلندا حيث تقع في موانيو وكيتيلا، حيث أنها تنتمي إلى منطقة مستجمعات المياه الرئيسية تورنوجوكي في إقليم لابي (فنلندا). حيث أنها تقع في الجانب الجنوبي من الحديقة الوطنية بالاس-يلستونتري.

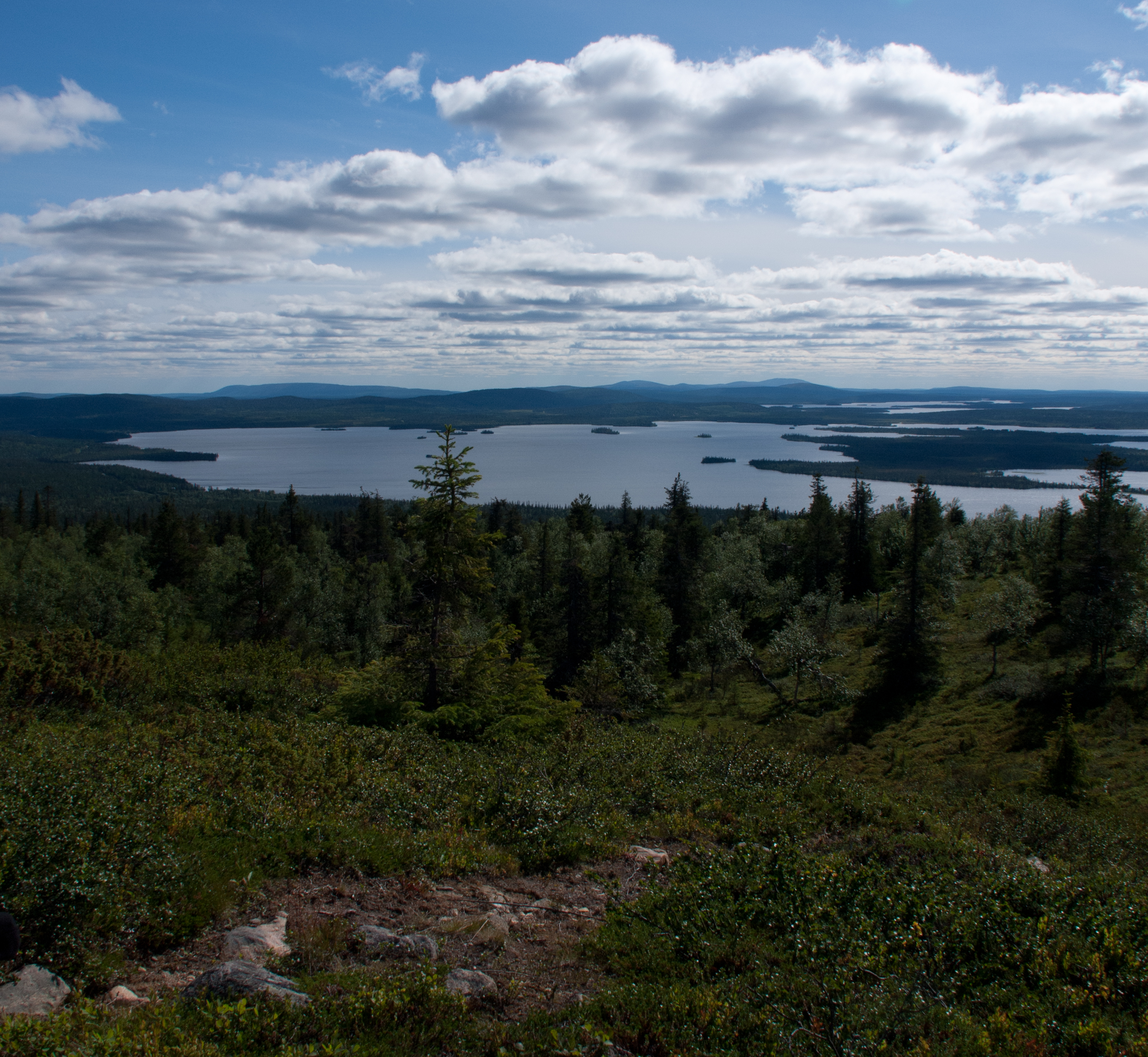
بحيرة جيرس جيرفي

## وصلات خارجية
‌